# Gorna Malina
Gorna Malina (bulgare : Горна Малина) est un village de l'ouest de la Bulgarie dans l'oblast de Sofia.

## Géographie
Gorna Malina est située à l'extrémité est du bassin de Sofia, à 34 km à l'est de la capitale du pays.

## Galerie

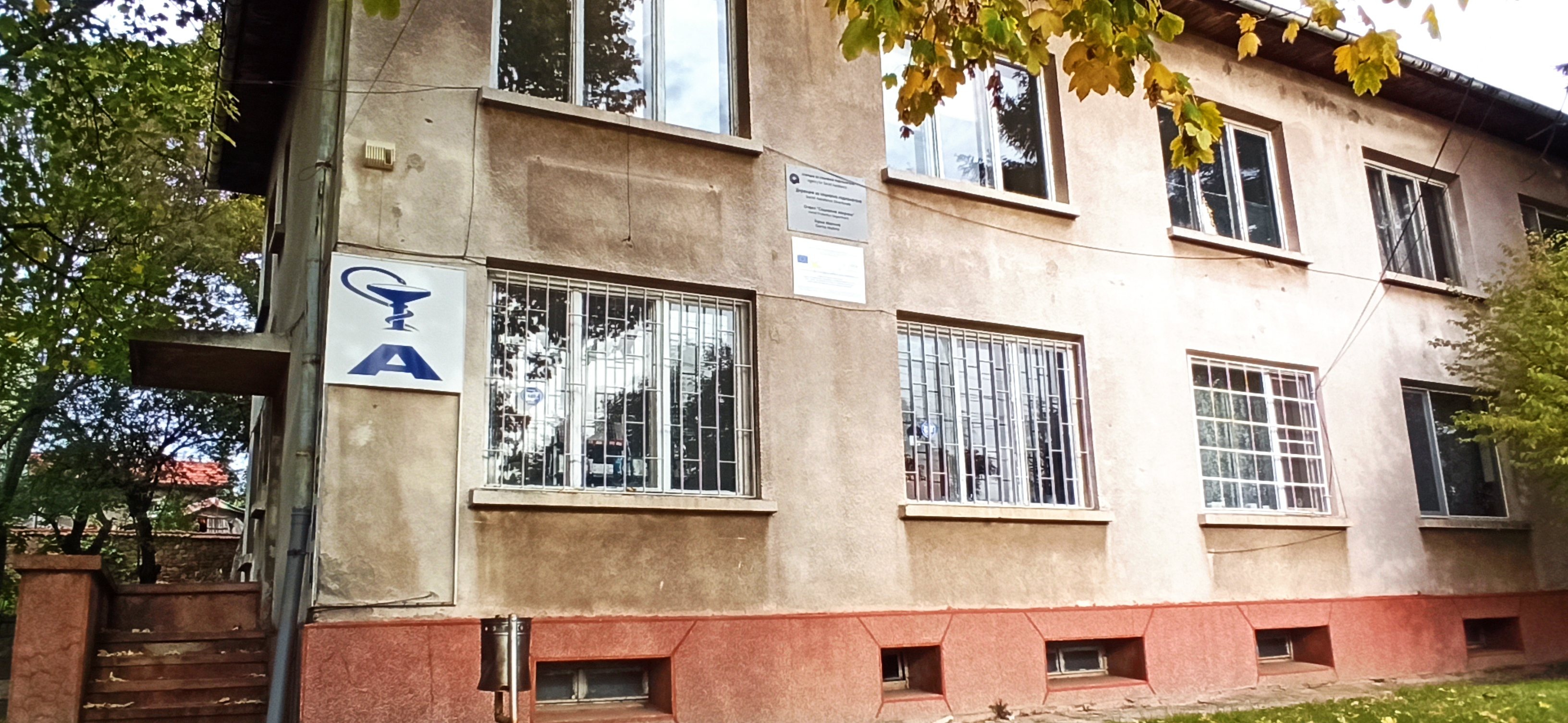
Le bâtiment de la mairie (direction Assistance sociale)
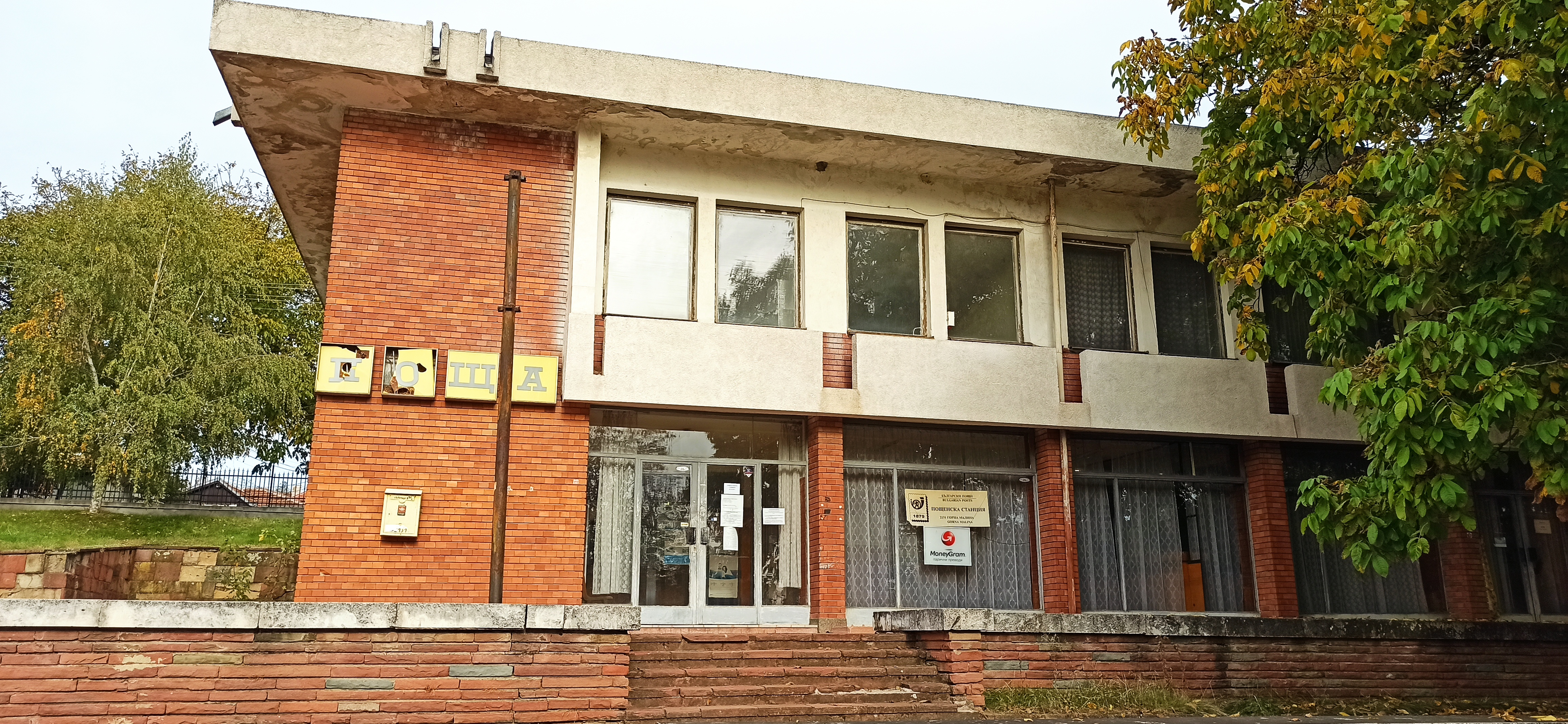
Le bureau de poste
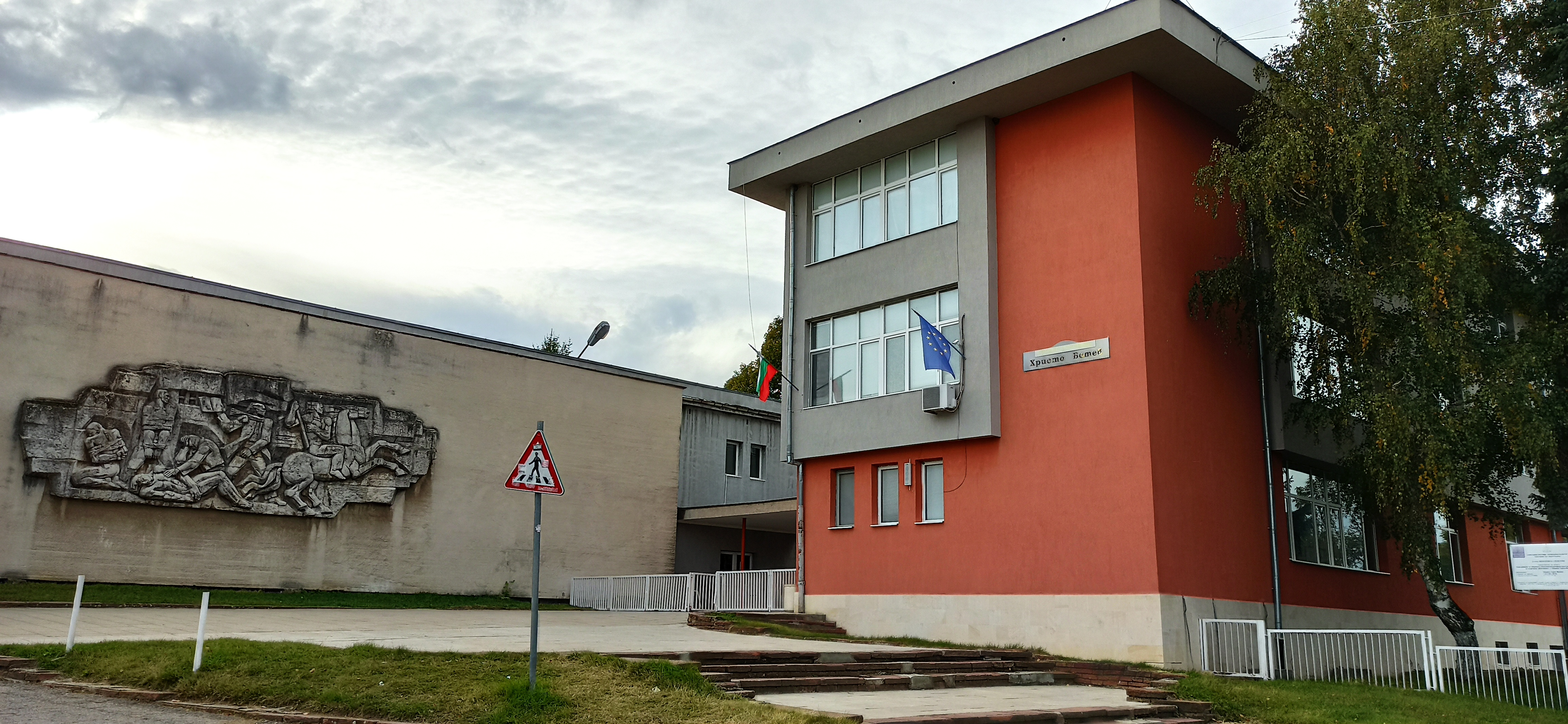
L'école Hristo Botev
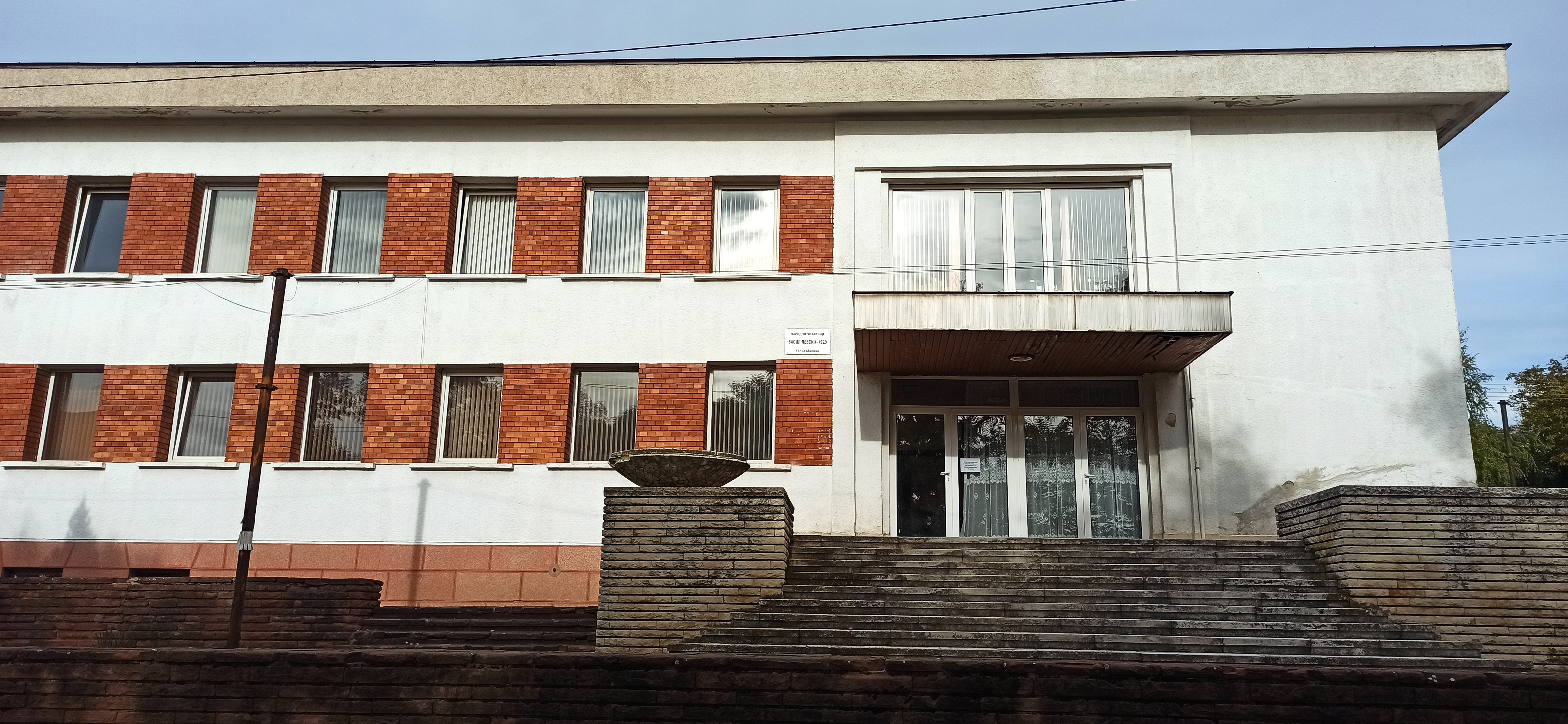
Le tchitalichté Vassil Levski 1929
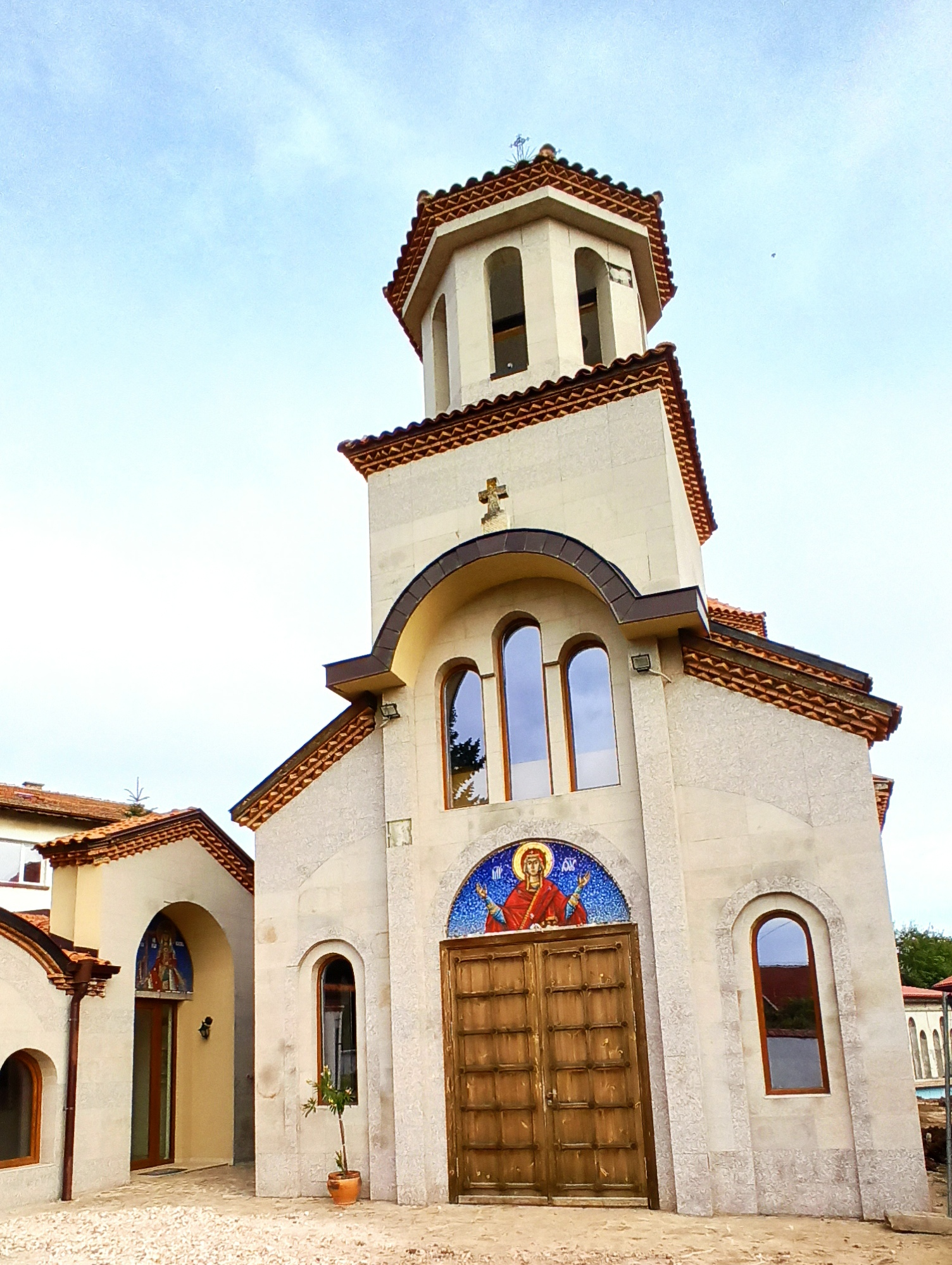
Eglise